# Florin Gheorghe Filip
Florin Gheorghe Filip (n. 25 iulie 1947, București) este un inginer român, membru titular (membru corespondent din 1991, titular din 1999) și vicepreședinte timp de 10 ani (din 2000, reales in 2002 și 2006) al Academiei Române. De asemenea, este membru de onoare al Academiei de Științe Tehnice din România și membru de onoare al Academiei de Științe a Moldovei. Din 2009 până în 2017 a fost director general al Bibliotecii Academiei Române.

## Studii academice
Este absolvent al Facultății de Automatică la Universitatea Politehnica din București (1965-1970) și doctor în Automaticǎ (Automatizări procese electrice, 1982). Din 1990 a fost cercetător principal gr. I la Institutul de Cercetări în Informatică, iar din 1998 profesor universitar.

## Activitate profesională la ICI
La ICI a lucrat între 1970-1976 ca inginer, între 1976-1979 ca cercetător științific, ca cercetător principal III (1979-1990) și ca cercetător principal I, din  1990. A fost director - prin concurs - între anii 1991-1997, director științific, responsabil cu cooperarea internațională (1997-2001) și președintele al Consiliului Științific (1995-2003).

## Lucrări elaborate și publicate
A publicat 6 monografii (autor/coautor), 9 volume de contribuții (Editor/coordonator) la editurile TEHNICA, Academiei, Expert și  Elsevier, cât și circa 200 de articole în diferite reviste științifice (Computers in Industry, IFAC J. Automatica, IFAC J Control Engineering Practice, Large Scale Systems, J. of Human Systems Management, Systems Analysis, Modeling and Simulation, SIC etc). A publicat și articole în volume de contribuții, la editurile Pergamon Press, North Holland, Chapmann and Hall, Springer, Kluwer, Ed. TEHNICA, Ed. Academiei.
Un număr de 50 de lucrări ale lui sunt înregistrate în  baza de date ISI Web of Knowledge (WoK) și 22 în baza de date SCOPUS  a ELSEVIER. Este Editor in Chief al revistelor Studies in Informatics and Control și International Journal of Computers, Communications & Control.

## Monografii publicate
1. M. Florescu, E. Niculescu - Mizil, M.T. Gruiescu, Tr. Ionescu, M. Tertișco, F.D. Lăzăroiu, M. Florescu - Bălcesti, M.M. Ciochină, A. Gheorghe, A. Davidoviciu, I. Grigoriu, N.Cr. Pârvan, M. Guran, N. Gheorghe, D.C.L. Anton, D. Popescu,  F. Filip, I.Belcea, E. Diatcu (1979). Cibernetica automatica informatica în industria chimică.  Ed. Tehnică, București, 830 p.
2. M. Guran, F. Filip (1986), Sisteme ierarhizate și în timp real în prelucrarea distribuită a datelor. Ed. Tehnică, București, 300 p. 
3. B. Bărbat, F. Filip (1997). Informatică industrială: ingineria programării in timp real. Ed. Tehnică, București, 286 p.
4. Filip, F.G., B. Bărbat (1999). Informatică industrială, noi paradigme și aplicații. Ed. Tehnică, București, ISBN 973-31-1324-7, 440 p.
5. Filip, F.G. (2002). Decizie asistată de calculator: decizii, decidenți , metode și instrumente de bază. Ed. Expert și Ed. Tehnică, București, ISBN 973-31-2105-3, 344 p. ( Premiul COPY RO pentru Informatica pe 2002).
5'. Filip F.G. (2005). Decizie asistată de calculator: decizii , decidenti, metode de bază  și instrumente informatice asociate.(Ediția doua  completată și revizuită a lucrării de la #5), Ed. TEHNICĂ , București, ISBN 973-31-2254-8, XXVIII+376 p.
6. Filip, F.G. (2004). Sisteme suport pentru decizii. Ed. TEHNICĂ, București, ISBN973-31-2232-7,XXI+335p.                                                         
6’. Filip, F.G. (2007). Sisteme suport pentru decizii. (Editia II revăzută și adaugită a lucrării de la #6), Ed. TEHNICĂ, București(ISBN978-973-31-2308-8), XI+XIX+372p. 

## Volume editate
Lotfi A. Zadeh, Dan Tufiș, Florin Gheorghe Filip, Ioan Dzițac (Eds.), From Natural Language to Soft Computing:New Paradigms in Artificial Intelligence, Editura Academiei Române, ISBN: 978-973-27-1678-6, 2008, 268 p. 